# 펠릭스 유수포프
수마로코프-엘스톤 백작 펠릭스 펠릭소비치 유수포프 공작(러시아어: Фéликс Фéликсович Юсýпов, граф Сумароков-Эльстон, 1887년 3월 23일 ~ 1967년 9월 27일)은 제정 러시아 말기의 황족이자 수마로코프-엘스턴 백작이며 니콜라이 2세의 조카사위이다.

## 출생과 생애
러시아 제국 페트로그라드의 모이카 궁전에서 태어난 유수포프는 유수포프 가문의 차남으로 태어났다. 유수포프 가문은 러시아에서 손꼽히는 명문가였고 부유한 집안이었다. 그의 어머니인 제나이다 유수포바는 첫 아들을 낳은 이 후에 둘째는 딸을 원했지만 아들이 태어나자 실망했으나 아이를 여장시킴으로써 아쉬움을 달랬다.
훗날 몸이 자라서 어엿한 청년이 되었을 때도 잠시 여장을 하고 다니는 때가 있었으며 당시 러시아를 방문했던 에드워드 7세가 스쳐가는 그를 보고 청혼마저 하려들었다는 이야기도 있으나 이는 근거가 희박하다. 1914년 2월 22일 그는 러시아의 황녀이자, 니콜라이 2세의 조카인 이리나 알렉산드로브나 공주와 결혼하였다.
알렉산드라 황후와 니콜라이 황제에게 영향력을 행사하던 시베리아 요승 그리고리 라스푸틴을 1916년 12월 29일날 다른 귀족들과 공모해 죽인 후 네바강에 빠뜨린 것으로 널리 알려져있다. 당시 그는 청산가리를 탄 와인과 총으로 그를 공격해서 그의 몸에 실탄을 4발이나 박아 넣었지만 그는 소리만 크게 질러댈 뿐 결코 죽지않아 끝에 납이 달린 지팡이로 내려친 후 공모자들과 함께 그를 자루에 넣어 강에 빠트렸다고 혁명 후 망명지에서 회고했으며 그것이 필연적이었다고 말했다.
펠릭스 유수포프는 그리고리 라스푸틴을 살해한 직후 크게 경악했는데 그 이유는 네바강 수면위로 얼어붙은 얼음 밑바닥에서 그리고리 라스푸틴의 손톱 자국이 발견되었기 때문이었다. 1917년 3월, 즉 2월 혁명이 일어나기 직전 대부분의 러시아 귀족들과 함께 망명길에 올랐다. 첫 망명길은 영국 런던이었으나 로마노프 왕조와 귀족 가문들이 많이 머무르던 프랑스 파리로 이주하여 그곳에서 생을 마쳤다.